# Tsvi Piran

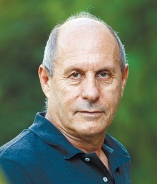
Tsvi Piran, vor 2012

Tsvi Piran (* 6. Mai 1949 in Tel Aviv) ist ein israelischer Astrophysiker, bekannt für Arbeiten zu Gammablitzen (GRB).

## Leben
Piran studierte ab 1967 Mathematik und Physik an der Universität Tel Aviv mit dem Bachelor-Abschluss 1970. Danach leistete er bis 1972 seinen Wehrdienst und promovierte 1976 an der Universität Tel Aviv in Astrophysik bei Jacob Shaham und Joseph Katz. Die Dissertation war über die Modellierung von Gammablitzen aus Instabilitäten um schwarze Löcher. Als Post-Doktorand war er 1976/77 bei Dennis Sciama in Oxford und 1977 bis 1979 bei Bryce DeWitt an der University of Texas at Austin, wo er sich mit numerischer Relativität und Jets in aktiven galaktischen Kernen (AGN) befasste und Assistant Professor wurde. 1980 bis 1987 war er am Institute for Advanced Study und gleichzeitig Professor an der Hebräischen Universität.
1990 bis 1993 war er am Zentrum für Astrophysik der Harvard University und 1998/99 Gastprofessor an der Columbia University und New York University. 2004/05 war er Moore Scholar am Caltech. 2005 bis 2009 war er Dekan der School of Business Administration der Hebräischen Universität.

## Werk
1988 schlug er mit D. Eichler, Mario Livio und David Schramm vor, dass GRBs bei Verschmelzen von umeinander kreisenden Neutronensternen entstehen, eine heute vielfach akzeptierte Theorie. Von ihm wurde das Feuerball-Modell – ursprünglich von Bohdan Paczyński und J. Goodman aus den 1980er Jahren – der GRBs ausgebaut und er vertrat die Hypothese, dass GRBs mit der Entstehung schwarzer Löcher in Verbindung stehen. Piran verfasste Übersichtsartikel über GRBs, die zur Standardliteratur gehören. Er war ein früher Verfechter der Herkunft von GRBs außerhalb unserer Galaxie (wie auch Bohdan Paczyński), was 1997 durch Messung der Rotverschiebung im Nachglühen der GRBs bewiesen wurde, woran er auch Anteil hatte. Piran wies 1999 die Entstehung von Jets in GRBs nach und untersuchte die Zerstörung von Sternen in den Gezeitenkräften eines supermassiven schwarzen Lochs (Tidal Disruption Events) als mögliche Ursache bestimmter GRBs.
2014 untersuchte er mit Raul Jimenez die Rolle von GRBs für die Entwicklung des Lebens. Er errechnete eine 50-prozentige Wahrscheinlichkeit, dass ein GRB in den letzten 500 Millionen Jahren ein Massenaussterben auf der Erde verursacht hat. Die Auswirkungen von GRBs nahe dem galaktischen Zentrum sind am größten, so dass die innere Galaxie unbewohnbar ist. Die Wahrscheinlichkeit tödlichere GRBs ist 95 Prozent innerhalb eines Radius von 4 Kilo-Parsec um das Zentrum und fällt erst bei 10 Kilo-Parsec unter 50 Prozent. Leben ähnlich der Erde ist nach ihnen nur in den Außenbereichen großer Galaxien möglich. Das ist in nur rund 10 Prozent der Galaxien eine Möglichkeit. Außerdem ist bei Rotverschiebungen {\displaystyle z>0{,}5} kein Leben wie auf der Erde möglich, da die GRBs häufiger und die Galaxien kleiner sind.
1985 war er einer der Ersten, der die Gravitationswellen bei der Entstehung rotierender schwarzer Löcher in einem Gravitationskollaps mit numerischer Relativität berechnete. Die Rechnungen sagten Relaxation zu den quasinormalen Moden des Endzustands des rotierenden schwarzen Lochs vorher.
Er legte 1985 mit Ruth Williams dar, dass Inflation ein generisches Phänomen bei massiven Skalarfeldern sind unabhängig vom Potential. aber auch, dass für kosmologische Inflation in den aktuell diskutierten Szenarien doch spezifische Anfangsbedingungen nötig sind.
Mit Shahar Hod zeigte er 1998, dass die innere Struktur schwarzer Löcher (modelliert aus einem Gravitationskollaps geladener Skalarfelder) instabil ist (Bildung von Inflation).
1990 zeigte er als Erster mit Ofer Lahav und Robert Nemiroff, dass die Galaxienverteilung im Universum vom Typ der Galaxien abhängt.
Mit Amos Ori zeigte er 1990 die generische Entstehung nackter Singularitäten (und damit Verletzung der Cosmic Censorship Hypothese) beim Gravitationskollaps barotroper idealer Flüssigkeiten (im Gegensatz zum klassischen Oppenheimer-Snyder Szenario, dass die Materie als Staub modelliert).

## Preise
2009 erhielt er einen ERC Advanced Grant (und einen weiteren) und 2019 den EMET-Preis. Für 2021 wurde Piran ein Marcel Grossmann Award zugesprochen.

## Schriften (Auswahl)
- mit R. F. Stark: Gravitational-wave emission from rotating gravitational collapse, Physical Review Letters, Band 55, 1985, S. 891–894.
- mit Ruth Williams: Inflation in universes with a massive scalar field, Physics Letters B, Band 163, 1985, S. 331–335
- mit D. Eichler, M. Livio, David Schramm: Nucleosynthesis, neutrino bursts and gamma-rays from coalescing neutron stars, Nature, Band 340, 1988, S. 126–128.
- mit J. Bahcall, J. Ostriker: Towards Understanding Gamma-Ray Bursts, Nature, Band 340, 1989, S. 126–128.
- mit Shemi Arnotz: The appearance of cosmic fireballs, Astrophysical Journal Letters, Band 365, 1990, S. 55–88.
- mit Ofer Lahav, Robert J. Nemiroff: Relative bias parameters from angular correlations of optical and IRAS galaxies, Astrophysical Journal, Band 350, 1990, S. 119–124
- mit Amos Ori: Naked singularities and other features of self-similar general-relativistic gravitational collapse, Physical Review D, Band 42, 1990, S. 1068–1090. Abstract
- mit Dalia Goldwirth: Initial conditions for inflation, Physics Reports, Band 214, 1992, S. 223–292, Abstract
- mit C. Kochanek: Gravitational Waves and Gamma-Ray Bursts, Astrophysical Journal Letters, Band. 417, 1993, L17–L23, Arxiv
- Toward understanding gamma-ray bursts, in: J. N. Bahcall, J. Ostriker (Hrsg.), Unsolved Problems in Astrophysics, 1997, S. 343.
- mit Shahar Hod: Mass Inflation in Dynamical Gravitational Collapse of a Charged Scalar Field, Physical Review Letters, Band 81, 1998, S. 1554–1557. Arxiv
- mit R. Sari, R. Narayan: Spectra and Light Curves of Gamma-Ray Burst Afterglows, Astrophysical Journal Letters, Band 497, 1998, S. L 17–20, Arxiv
- Gamma-ray bursts and the fireball model, Physics Reports, Band 314, 1999, S. 575–667, Arxiv
- The physics of gamma-ray bursts, Reviews of Modern Physics, Band 76, 1999, S. 1143–1210, Arxiv
- mit R. Sari J. P. Halpern: Jets in Gamma Ray Bursts, Astrophysical Journal Letters, Band 519, 1999, S. L 17–20. Arxiv
- mit D. Guetta: The BATSE-Swift luminosity and redshift distributions of short-duration GRBs, Astronomy and Astrophysics, Band 453, 2006, S. 823–828, Arxiv
- mit J. Krolik: Swift J1644+57: A White Dwarf Tidally Disrupted by a {\displaystyle 10^{4}M_{odot}} Black Hole ?, Astroph. J., Band 743, 2011, S. 134, Arxiv
- mit R. Jimenez: Possible Role of Gamma Ray Bursts on Life Extinction in the Universe, Physical Review Letters, Band 113, 2014, S. 231102, Arxiv
- mit K. Ioka, K. Hotokezaka: Are Ultra-Long Gamma-Ray Bursts Caused by Blue Supergiant Collapsars, Newborn Magnetars, or White Dwarf Tidal Disruption Events?, Astrophysical Journal, Band 833, 2016, S. 110, Arxiv

Er ist seit den 1980er Jahren einer der Herausgeber (unter anderem mit Steven Weinberg) mehrerer Bände von den bei World Scientific erschienenen Sammelbänden der Jerusalem Winter School for Theoretical Physics.